# 子安秀明
子安 秀明（こやす ひであき、1978年 - ）は、日本の小説家・脚本家。SATZ所属。『GJ部』や『アキカン!』でシリーズ構成をつとめ、『ゆるゆり』、『ラブライブ!』などヒット作品の脚本を手がけている。また自身が書き下ろしたライトノベル『ランス・アンド・マスクス』ではアニメにおいても脚本・シリーズ構成を務める。

## 来歴・人物
群馬県出身。千葉大学文学部史学科卒業。

## 作品リスト

### 小説

#### オリジナル作品
- ゆにこん（2005年、画：伊藤ベン、富士見ファンタジア文庫）
- ランス・アンド・マスクス 全9巻（2013年 -  2018年、画：茨乃、編集：Studio五組、ぽにきゃんBOOKS）
- ゴスロリ・ファーザー（2013年、画：しゅがすく、スーパーダッシュ文庫）
- 双燕の空（2014年、画：えりちん、招き猫文庫）

#### ノベライズ作品
- いちご100%（原作：河下水希、2004年、ジャンプ ジェイ ブックス）
- Mr.FULLSWING（原作：鈴木信也、2005年、ジャンプ ジェイ ブックス）
- 家庭教師ヒットマンREBORN! 隠し弾 全5巻（原作：天野明、2007年-2011年、ジャンプ ジェイ ブックス）
- エレメントハンター（アニメ原案：伊藤和典、アニメシリーズ構成：荒川稔久、共著：星希代子、2009年、ジャンプ ジェイ ブックス）
- 探偵オペラ ミルキィホームズ 〜overture〜（企画・原作：Project MILKY HOLMES、2010年、電撃文庫）
- こちら葛飾区亀有公園前派出所 THE MOVIE 勝どき橋を封鎖せよ!（原作：秋本治、脚本：森下佳子、2011年、ジャンプ ジェイ ブックス）
- 神様はじめました（原作：鈴木ジュリエッタ、共著：はるか、2015年、花とゆめCOMICSスペシャル花とゆめノベルズ）

### 脚本

#### アニメ
2001年
- 花右京メイド隊

2003年
- らいむいろ戦奇譚

2005年
- はっぴぃセブン

2006年
- 夜明け前より瑠璃色な 〜Crescent Love〜

2007年
- サクラ大戦 ニューヨーク・紐育
- みなみけ

2008年
- 今日の5の2

2009年
- アキカン! ※シリーズ構成兼任

2010年
- みつどもえ

2011年
- みつどもえ 増量中!
- ぬらりひょんの孫 〜千年魔京〜 ※シリーズ構成兼任
- ゆるゆり

2012年
- ゆるゆり♪♪
- カンピオーネ! 〜まつろわぬ神々と神殺しの魔王〜

2013年
- GJ部 ※シリーズ構成兼任
- ラブライブ!
- 恋愛ラボ

2014年
- GJ部@
- さばげぶっ!

2015年
- レーカン!
- 干物妹!うまるちゃん
- ランス・アンド・マスクス ※原作・シリーズ構成兼任

2016年
- 三者三葉（2016年）※シリーズ構成兼任（全話執筆）

2017年
- ガヴリールドロップアウト

2018年
- サンリオ男子
- ゆらぎ荘の幽奈さん ※シリーズ構成兼任
- うちのメイドがウザすぎる!

#### ドラマCD
2006年
- エン女医あきら先生
- かしまし 〜ガール・ミーツ・ガール〜

2007年
- ローゼンメイデン トロイメント

2009年
- 咲-Saki-

2011年
- ラブライブ!（2011年-）

#### 漫画
2007年
- 狗ハンティング（構成担当）
- 紅 kure-nai（-2012年、脚本担当）

2013年
- ぬらりひょんの孫（25巻　番外編1・2プロット担当）
- 公家武者 松平信平（1巻、シナリオ担当）

2015年
- ランス・アンド・マスクス-インサイドプラス-（1巻　2015年　原作担当)

#### ゲーム
2010年
- 探偵オペラ ミルキィホームズ

#### ライブ幕間映像
2011年
- ラブライブ!（2011年-）

2017年
- ラブライブ!サンシャイン!!（2017年-）